# Catharina van Brandenburg-Küstrin

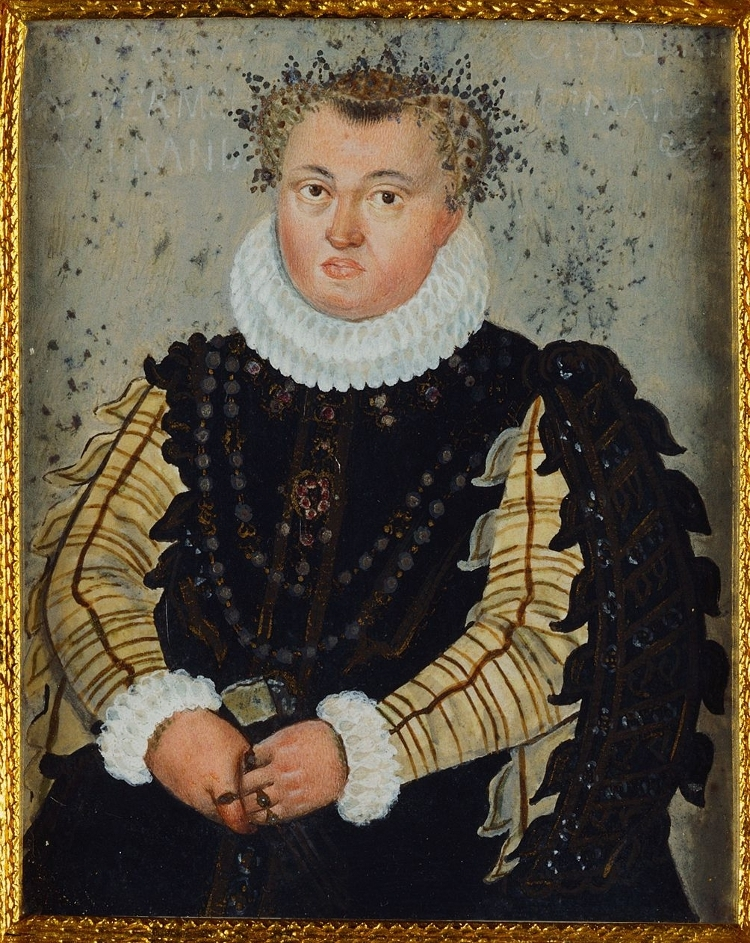
Catharina van Brandenburg-Küstrin.

Catharina van Brandenburg-Küstrin (Küstrin, 10 augustus 1549 - Cölln, 10 oktober 1602) was van 1598 tot aan haar dood keurvorstin van Brandenburg. Ze behoorde tot het huis Hohenzollern.

## Levensloop
Catharina was de jongste dochter van markgraaf Johan van Brandenburg-Küstrin en diens echtgenote Catharina van Brunswijk-Wolfenbüttel, dochter van hertog Hendrik II van Brunswijk-Wolfenbüttel.
Op 8 januari 1570 huwde ze in Küstrin met Joachim Frederik van Brandenburg (1546-1608), die in 1598 keurvorst van Brandenburg werd. Door het huwelijk had Joachim Frederik geen legitieme aanspraken meer op het katholieke aartsbisdom Maagdenburg.
Catharina was de eerste keurvorstelijke bewoonster van het Slot van Caputh. Ze zette zich in voor armen en noodlijdenden. In Wedding liet ze een melkfabriek bouwen, waarvan de producten verkocht werden op de Berlijnse Melkmarkt. Met de opbrengst richtte ze een apotheek op, waar armen gratis geneesmiddelen konden verkrijgen.
Catharina stierf op 53-jarige leeftijd. Ze werd bijgezet in de crypte van de Hohenzollerns in de Dom van Berlijn.

## Nakomelingen
Catharina en haar echtgenoot Joachim Frederik kregen elf kinderen:
- Johan Sigismund (1572-1619), keurvorst van Brandenburg
- Anna Catharina (1575-1612), huwde in 1597 met koning Christiaan IV van Denemarken
- een doodgeboren dochter (1576)
- Johan George (1577-1624), hertog van Jägerndorf
- August Frederik (1580-1601)
- Albrecht Frederik (1582-1600)
- Joachim (1583-1600)
- Ernst (1583-1613)
- Barbara Sophia (1584-1636), huwde in 1609 met hertog Johan Frederik van Württemberg
- een doodgeboren dochter (1585/1586)
- Christiaan Willem (1587-1665), diocesaan administrator van het aartsbisdom Maagdenburg